# Åsunden, Östergötland
Åsunden är en sjö i Kinda kommun i Östergötland och ingår i Motala ströms huvudavrinningsområde. Sjön är 62 meter djup, har en yta på 52,5 kvadratkilometer och befinner sig 86,1 meter över havet. Sjön avvattnas av Stångån. Vid provfiske har en stor mängd fiskarter fångats, bland annat abborre, björkna, braxen och gers.
Åsunden är den sydligaste av de sjöar som förbinds av Kinda kanal, och även den högst liggande. Söderifrån fylls sjön på från bland annat Stångån, som rinner upp i Ydre kommun. Åsunden står i förbindelse med Järnlunden genom kanalen i Rimforsa, samt med Ämmern via Skedevid kanal.
Vid Råsö finns en bro över ett smalt parti av sjön. Detta delar upp sjön i två delar som brukar benämnas Norra Åsunden och Södra Åsunden.

## Delavrinningsområde
Åsunden ingår i delavrinningsområde (642905-150082) som SMHI kallar för Utloppet av Åsunden. Medelhöjden är 120 meter över havet och ytan är 259,6 kvadratkilometer. Räknas de 91 avrinningsområdena uppströms in blir den ackumulerade arean 1 923,67 kvadratkilometer. Stångån som avvattnar avrinningsområdet har biflödesordning 2, vilket innebär att vattnet flödar genom totalt 2 vattendrag innan det når havet efter 127 kilometer. Avrinningsområdet består mestadels av skog (51 procent) och jordbruk (19 procent). Avrinningsområdet har 53,89 kvadratkilometer vattenytor vilket ger det en sjöprocent på 20,7 procent. Bebyggelsen i området täcker en yta av 1,77 kvadratkilometer eller 1 procent av avrinningsområdet.

## Fisk
Vid provfiske har följande fisk fångats i sjön:
| - Abborre - Björkna - Braxen - Gädda - Gärs - Gös - Lake | - Löja - Mört - Nissöga - Nors - Sarv - Siklöja - Sutare |

Dessutom finns följande fiskarter i sjön:
- Hornsimpa
- Ål
- Öring

## Bilder

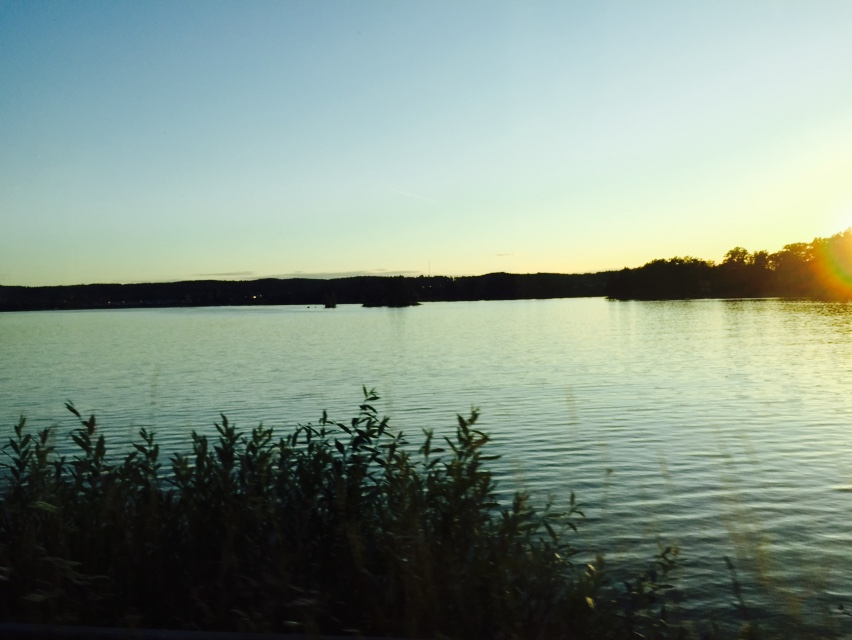
Åsunden, vy mot Rimforsa.
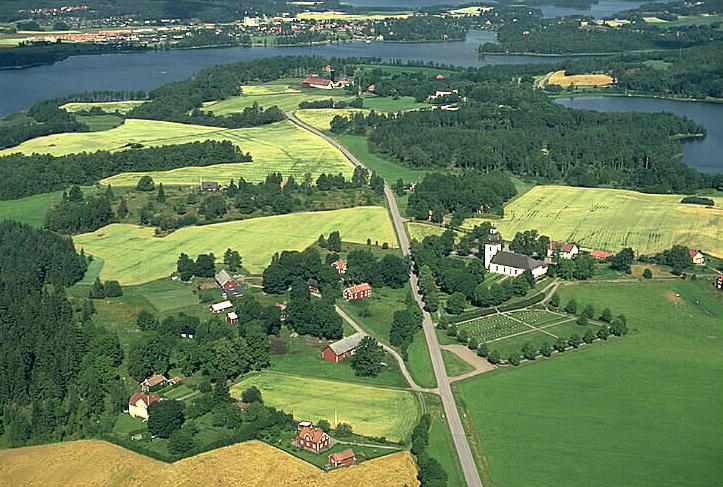
I mitten Tjärstads kyrka, till vänster Åsunden och till höger Ämmern.